# X-letala
X-letala (ang. X-planes) je serija ameriških eksperimentalnih letal (v nekaterih primerih tudi drugih zrakoplovov), ki so raziskovali nove tehnologijo in aerodinamiko. Večino X-letal je raziskovala NACA, pozneje NASA, velikokrat pa so bile udeležene tudi Ameriške zračne sile - USAF. Večino letal se je testiralo v letalski bazi Edwards.Nekatera letala so razvijali javno kot npr. X-16, nekatera druga so bila strogo zaupna. Prvo X-letalo je bil raketni Bell X-1, ki je prvi prebil zvočni zid v ravnem letu. X-1 in X-15 sta verjetno najbolj znani X-letali. X-letala niso bila namenjena serijski proizvodnji, izjema je Lockheed Martin X-35, ki je bil poddlaga z JSF lovca F-35.V ZDA so sicer razvijali precej več eksperimentalnih letal, kot jih je na seznamu "X". 
| Oznaka                  | Izdelovalec Agencija                  | Slika                  | Prvi let                                       | Namen in opombe                                                                     |
| ----------------------- | ------------------------------------- | ---------------------- | ---------------------------------------------- | ----------------------------------------------------------------------------------- |
| X-1                     | Bell Aircraft USAF, NACA              |                        | 19. januar 1946                                | Prvo letalo, je prebilo zvočni zid v ravnem letu                                    |
| X-2 "Starbuster"        | Bell Aircraft USAF                    |                        | 27. junij 1952                                 | Prvo letalo, ki je doseglo Mach 3                                                   |
| X-3 Stiletto            | Douglas Aircraft USAF, NACA           |                        | 27. oktober 1952                               | Uporaba titana v konstrukciji, raziskovanje dolgotrajajočega visokohitrostnega leta |
| X-4 Bantam              | Northrop USAF, NACA                   |                        | 15. december 1948                              | Raziskovanje krmarljivosti brezrepnega letala pri transsonični hitrosti             |
| X-5                     | Bell Aircraft USAF, NACA              |                        | 20. junij 1951                                 | Prvo letalo z gibljivimi krilo                                                      |
| X-6                     | Convair USAF, AEC                     |                        | Ni poletel                                     | Modificirani Convair B-36 za raziskovanje jedrskega pogona                          |
| X-7 "Flying Stove Pipe" | Lockheed Tri-service                  |                        | Aprila 1951                                    | Raziskovanje pogona s potisno cevjo                                                 |
| X-8 Aerobee             | Aerojet NACA, USAF, USN               |                        |                                                | Visokovišinski raziskovalni zrakoplov                                               |
| X-9 Shrike              | Bell Aircraft USAF                    |                        | Aprila 1949                                    |                                                                                     |
| X-10                    | North American Aviation USAF          |                        | 13. oktober 1953                               | Podlaga za testiranje rakete SM-64 Navajo                                           |
| X-11                    | Convair USAF                          |                        | 11. junij 1957                                 | Podlaga za testiranje rakete SM-65 Atlas                                            |
| X-12                    | Convair USAF                          |                        | Julija 1958                                    | Podlaga za testiranje rakete SM-65 Atlas                                            |
| X-13 Vertijet           | Ryan Aeronautical USAF, USN           |                        | 10. december 1955                              | VTOL zrakoplov                                                                      |
| X-14                    | Bell Aircraft USAF, NASA              |                        | 19. februar 1957                               | VTOL zrakoplov                                                                      |
| X-15                    | North American Aviation USAF, NASA    |                        | June 8, 1959                                   | Hipersonično raketno letalo, dosegel Mach 6,7 in višino (350.000 ft (110.000 m))    |
| X-16                    | Bell Aircraft USAF                    |                        | Ni poletel                                     | Visokovišinsko izvidniško letalo                                                    |
| X-17                    | Lockheed USAF, USN                    |                        | Aprila 1956                                    | Testiranje ponovnega vstopa v atmosfero                                             |
| X-18                    | Hiller Aircraft USAF, USN             |                        | 24. november 1959                              | STOVL zrakoplov, raziskovanje gibljivega krila                                      |
| X-19                    | Curtiss-Wright Tri-service            |                        | Novembra 1963                                  | Kvadkopter z nagibnim rotorjem                                                      |
| X-20 Dyna-Soar          | Boeing USAF                           |                        | Nezgrajen                                      | Vesoljsko plovilo za večkratno uporabo                                              |
| X-21                    | Northrop USAF                         |                        | 18. april 1963                                 | Raziskovaje kontrole mejne plasti (BLC)                                             |
| X-22                    | Bell Aircraft Tri-service             |                        | 17. maraca 1966                                | Kvadrotor nagibni rotor                                                             |
| X-23 PRIME              | Martin Marietta USAF                  |                        | 21. december 1966                              | Raziskovanje ponovnega vstopa v atmosfero                                           |
| X-24                    | Martin Marietta USAF, NASA            |                        | 1. avgust 1973                                 | Leteči trup                                                                         |
| X-25                    | Benson USAF                           |                        | 6. december 1955                               | Avtožiro, ki bi ga uporabljali sestreljeni piloti                                   |
| X-26 Frigate            | Schweizer DARPA, US Army, USN         |                        | 1967                                           | Jadralno letalo                                                                     |
| X-27                    | Lockheed                              |                        | Ni poletel                                     | Visokosposobni lovec                                                                |
| X-28 Sea Skimmer        | Osprey Aircraft USN                   |                        | 12. avgust, 1970                               |                                                                                     |
| X-29                    | Grumman DARPA, USAF, NASA             |                        | 1984                                           | Krilo z negativnim naklonom                                                         |
| X-30 NASP               | Rockwell NASA, DARPA, USAF            |                        | Nezgrajen                                      | SSTO vesoljsko plovilo                                                              |
| X-31                    | Rockwell DARPA, USAF, BdV             |                        | 1990                                           | Testiranje usmerjevalnika potiska in superkrmarljivosti                             |
| X-32                    | Boeing USAF, USN, RAF                 |                        | September 2000                                 | JSF prototip                                                                        |
| X-33 Venture Star       | Lockheed Martin NASA                  |                        | Nezgrajen                                      | Večkrat uporabljivo vesoljsko plovilo                                               |
| X-34                    | Orbital Sciences NASA                 |                        | Ni poletel                                     | Večkrat uporabljivo vesoljsko plovilo                                               |
| X-35                    | Lockheed Martin USAF, USN, RAF        |                        | 2000                                           | JSF prototip                                                                        |
| X-36                    | McDonnell Douglas/Boeing NASA         |                        | 17. maj 1997                                   |                                                                                     |
| X-37                    | Boeing USAF, NASA                     |                        | 7. aprila 2006 22. aprila 2010 (orbitalni let) | Večkrat uporabljivo vesoljsko plovilo                                               |
| X-38                    | Scaled Composites NASA                |                        | 1999                                           | Crew Return Vehicle (leteči trup) demonstrator                                      |
| X-39                    | USAF                                  |                        | Ni znano                                       | Future Aircraft Technology Enhancements - (FATE) program                            |
| X-40                    | Boeing USAF, NASA                     |                        | 11. avgust 1998                                |                                                                                     |
| X-41                    | Ni znano USAF                         | Klasificirano          | Ni znano                                       | Vesoljsko plovilo                                                                   |
| X-42                    | Ni znano USAF                         | Klasificirano          | Ni znano                                       | Raketa                                                                              |
| X-43 Hyper-X            | Micro Craft NASA                      |                        | 2. junij 2001                                  | Mach 9.68 plovilo s potisno cevjo z nadzvočnim zgorevanjem                          |
| X-44 MANTA              | Lockheed Martin USAF, NASA            |                        | Preklican                                      | Testiranje upravljanja letala z usmerjevalnikom potiska                             |
| X-45                    | Boeing DARPA, USAF                    |                        | 22. maj 2002                                   | Oboroženo brezpilotno letalo UCAV                                                   |
| X-46                    | Boeing DARPA, USN                     |                        | Preklicana                                     | Mornarsko oboroženo brezpilotno letalo                                              |
| X-47A Pegasus X-47B     | Northrop Grumman DARPA, USN           |                        | 23. februar 2003                               | Mornarsko oboroženo brezpilotno letalo                                              |
| X-48                    | Boeing NASA                           |                        | 20. julij 2007                                 | BWB krilo                                                                           |
| X-49 Speedhawk          | Piasecki Aircraft US Army             |                        | 29. julij 2007                                 | Žirodin helikopter                                                                  |
| X-50 Dragonfly          | Boeing DARPA                          |                        | 24. november 2003                              | Canard Rotor/Wing                                                                   |
| X-51 Waverider          | Boeing USAF                           |                        | 26. maj 2010                                   | Uporaba pogona s potisno cevjo z nadzvočnim zgorevanjem                             |
| X-52                    | Številka neuporabljena                | Številka neuporabljena | Številka neuporabljena                         | Številka neuporabljena                                                              |
| X-53                    | Boeing Phantom Works NASA, USAF       |                        | November 2002                                  | Aeroelastičnost                                                                     |
| X-54                    | Gulfstream Aerospace NASA             |                        | Prihodnost                                     | Supersonic transport testbed.                                                       |
| X-55                    | Lockheed Martin Skunk Works USAF      |                        | 2. junija 2009                                 | Tovorno letalo ACCA (Advanced Composite Cargo Aircraft)                             |
| X-56                    | Lockheed Martin Skunk Works USAF/NASA |                        | 2012                                           |                                                                                     |